# Saint-André-le-Bouchoux
Saint-André-le-Bouchoux är en kommun i departementet Ain i regionen Auvergne-Rhône-Alpes i östra Frankrike. Kommunen ligger  i kantonen Châtillon-sur-Chalaronne som ligger i arrondissementet Bourg-en-Bresse. Kommunens areal är 9,32 km². År 2022 hade Saint-André-le-Bouchoux 427 invånare.

## Befolkningsutveckling
Antalet invånare i kommunen Saint-André-le-Bouchoux
Referens: INSEE